# ル・フードロワイヤン (原子力潜水艦)
ル・フードロワイヤン（フランス語：Le Foudroyant, S 610）は、フランス海軍の原子力潜水艦。ル・ルドゥタブル級原子力潜水艦の3番艦。艦名は電撃を意味するフランス語から。この名を受け継いだ艦としては11代目にあたる。

## 艦歴
「ル・フードロワイヤン」は、第2期長期軍事力整備計画に基づきDCNシェルブール工廠で1969年12月12日に起工、1971年12月4日進水、1974年6月6日に就役しロング島基地に配備された。
現役中にM2を装備し、その後M20に換装された。1990年7月から1993年2月までブレスト港においてM4Bへの換装が実施された。1997年10月に67回目の戦略哨戒任務に就き、67万マイルを航海し、年換算した場合12年分を水中で過ごした。1998年1月26日に最後の潜水を実施した。それまでの間に23人の艦長と延べ3,500名以上の海軍軍人が乗艦勤務した。
24年間に67回の戦略哨戒任務に従事したのちに、1998年2月27日に退役した。